# Václav Vratislav z Mitrovic
Václav Vratislav z Mitrovic (zvaný Tureček, 1576– 22. listopadu 1635) byl český šlechtic (nejprve rytíř, později pán), známý v českých dějinách pro svůj poutavě zpracovaný cestopis, v němž popisuje své zážitky z diplomatické výpravy a několikaletého zajetí v Osmanské říši. Svému rodu, díky podpoře císařské strany, zajistil v pobělohorské době vyzdvihnutí mezi významné rody Českého království.

## Život

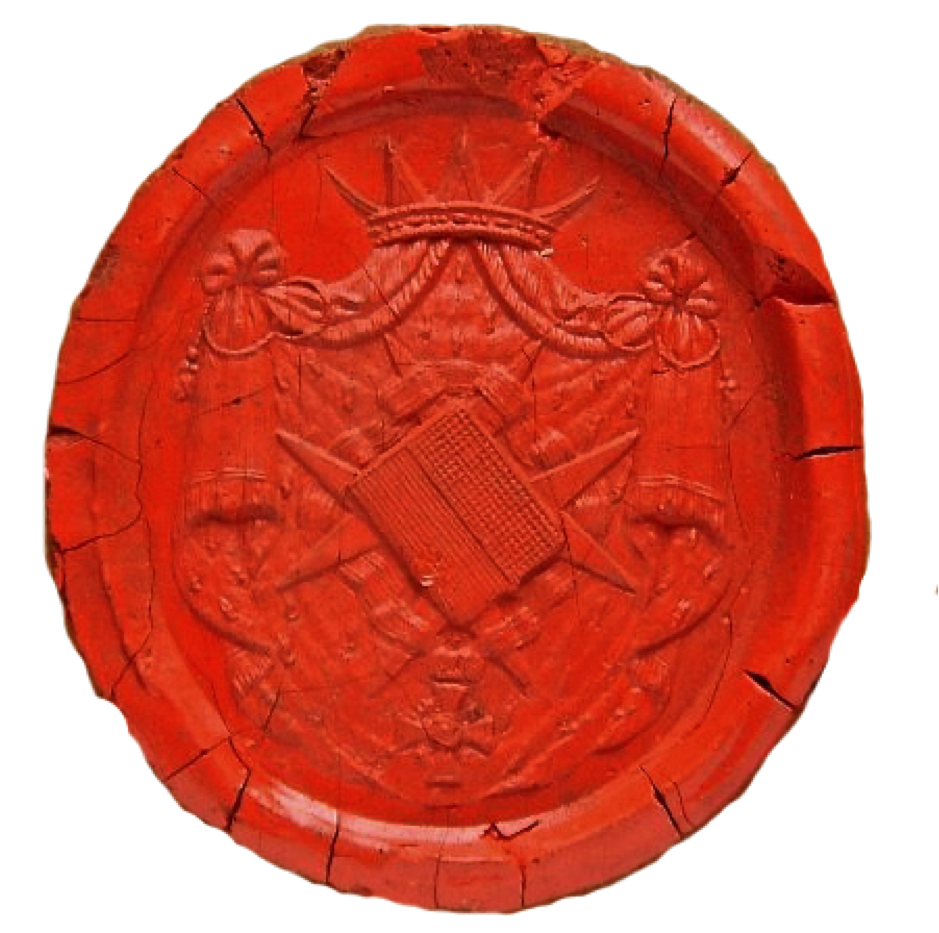
Pečeť Václava Vratislava Mitrovského, užívaná po jeho povýšení do panského stavu (1629)

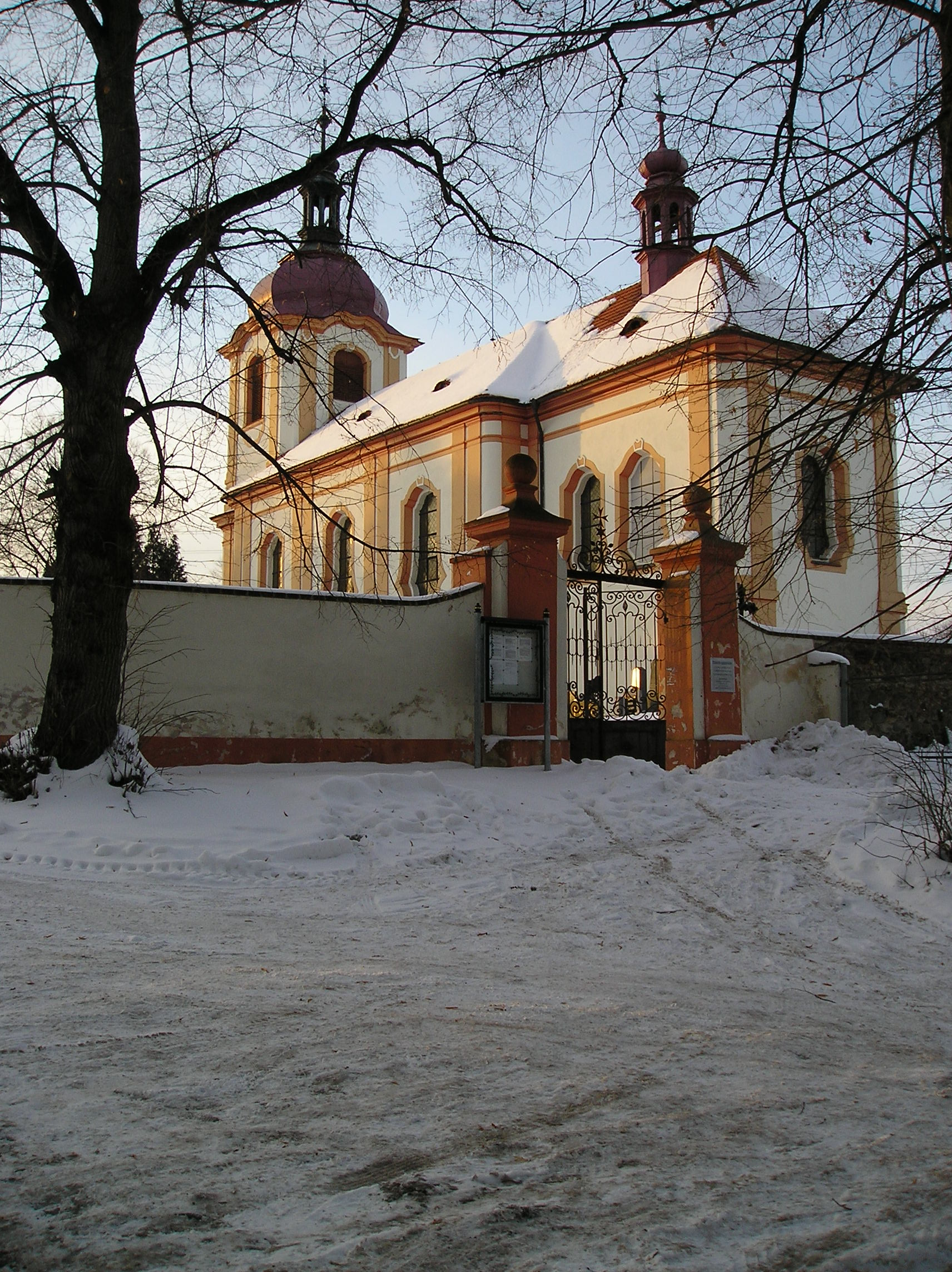
Kostel sv. Františka z Assisi ve Starém Kníně, místo posledního odpočinku Václava

Pocházel z rytířské katolické rodiny Vratislavů z Mitrovic, do té doby nijak významné a bohaté. Byl nejstarší ze šesti dětí Štěpána Vratislava z Mitrovic a na Dráchově († 1601) a jeho ženy Kateřiny Běšinové z Běšin († 1615).
Vyrůstal v Jindřichově Hradci, kde navštěvoval jezuitskou školu. Zásluhou Adama II. z Hradce, tehdy nejvyššího kancléře Království českého, i vlivných strýců Kryštofa († 1612) a Jiřího († 1603), se v patnácti letech stal panošem dvorního rady Fridricha Krekvice a zúčastnil se poselstva císaře Rudolfa II. vyslaného k tureckému sultánovi v Cařihradě (dnešní Istanbul). Více než šedesátičlenná družina vyjela z Vídně 1. října 1591 a plula po Dunaji do Bělehradu, odkud dále pokračovala na koních a vozech, aby po 59 dnech cesty dorazila 28. listopadu do Cařihradu. Poselstvo předalo sultánovu dvoru 30 000 dukátů a zvláštní dar sestávající z uměleckých skvostů jako potvrzení míru. Turci však ve výbojích pokračovali a po vypuknutí Dlouhé turecké války (1593–1606) byl vyslanec Krekvic a celé poselstvo obviněni ze špionáže a uvězněni. Krekvic sám byl později převezen do vězení v Bělehradě, kde zemřel. Václav Vratislav spolu s ostatními strávil půl roku na galejích a poté byli uvrženi do nejhoršího tureckého vězení v Černé věži pevnosti Anadolu, které se přezdívalo „hrob živých“. Propuštěni byli až s nástupem nového sultána Mehmeda III. Václav Vratislav se v roce 1595 vrátil domů a roku 1599, jako 23letý, s odstupem shrnul své zážitky z cesty i zajetí ve svém vzpomínkovém rukopise.
Oženil se (asi roku 1600) s Ludmilou Annou Ježovskou z Lub († 1636), jež mu dala šest synů a dvě dcery a věnem přinesla Starý Knín. Později se účastnil protitureckých válek v Uhrách. Za českého stavovského povstání zůstal na císařově straně a dočasně tedy musel odejít z Čech, ale po Bílé hoře (1620) se do Čech vrátil a byl za věrnost trůnu a katolictví odměněn. Stal se nejvyšším zemským sudím, tajným císařským radou a nakonec je císař Ferdinand II. v roce 1629 povýšil do panského stavu.
Je pohřben v kryptě před hlavním oltářem v kostele sv. Františka Serafinského ve Starém Kníně. (Často v různých jeho životopisech uváděná informace o tom, že má krásný barokní náhrobek v chrámu svatého Jakuba Většího na Starém Městě pražském je omyl; ten náhrobek patří jeho praprasynovci z druhého kolene, hraběti Janu Václavu Vratislavu z Mitrovic, nejvyššímu kancléři království v letech 1711–1712.)

## Dílo
- Příhody Václava Vratislava, svobodného pána z Mitrovic (e-kniha zde) – dochováno v opisu pořízeném a připraveném k vydání roku 1727 jeho vnukem Václavem Hynkem (Ignácem) Vratislavem z Mitrovic; vydáno však až v roce 1777 F. M. Pelclem pod tímto názvem.[4] (Od té doby byl cestopis opakovaně vydáván, ať v edicích nebo jako převyprávění, vyšel též v překladech do němčiny, angličtiny, ruštiny, srbštiny a bulharštiny.) Dílo, rozdělené autorem na čtyři části, je velmi čtivé, nepostrádající i prvky ironie a sebeironie. Líčení se kromě popisů dobrodružných zážitků zaměřuje i na zvyky lidí a popis krajin, v čemž si autor kromě vlastních vzpomínek občas vypomohl i některými údaji z přeložených cizích děl: jednak z Kroniky o národě tureckém (1594) od člena císařského vyslanectva Jana Löwenklaua a jednak z Turcicae epistolae („Turecké listy“, 1595) od císařského vyslance Augiera Ghislaina de Busbecq.[5]